# Plàtan del Castell de Mogoda
El Plàtan del Castell de Mogoda (Platanus hybrida) és un arbre que es troba a Santa Perpètua de Mogoda (el Vallès Occidental), el qual és el plàtan més gros de tot el Vallès Occidental.

## Dades descriptives
- Perímetre del tronc a 1,30 m: 5,06 metres.
- Alçada: 28,3 metres.
- Amplada de la capçada: 21 x 23 metres (amplada mitjana capçada: 22 metres).
- Altitud sobre el nivell del mar: 72 metres.[1]

## Entorn
És ubicat en un indret de gran rellevància històrica: el castell de Mogoda. L'arbre s'alça a l'entrada principal d'aquesta masia fortificada d'origen medieval que, ja al segle xix, fou propietat del marquès de Comillas i del seu hereu, el comte de Güell.

## Aspecte general
Es troba en bon estat de conservació.

## Accés
Es troba al costat de la masia de Can Coniller, al límit amb el municipi de Sabadell. El barri de Mogoda s'ubica a l'extrem sud-oriental de Santa Perpètua de Mogoda, sortint del nucli urbà en direcció a la Llagosta. En deixar les darreres cases enrere, arribem a una rotonda i tombem a l'esquerra, travessant la riera de Caldes (avinguda Onze de Setembre). En arribar a un nova rotonda, prenem el trencall senyalitzat a Mogoda. La fortalesa es troba al centre de l'únic carrer del petit nucli. Com que l'accés és tancat, cal sol·licitar amb antelació la visita. Coordenades UTM: 31T X0432997 Y4597736.